# Complejo respiratorio felino
El complejo respiratorio felino es una enfermedad infecciosa que afecta a los gatos y puede estar provocada por diferentes virus o bacterias que se multiplican en el aparato respiratorio de estos animales. Los síntomas son secreción nasal, estornudos, lagrimeo, presencia de legañas y en ocasiones friebre. Los principales agentes causales son el herpes virus tipo 1 y el calicivirus. Aunque en general es una afección benigna, pueden aparecer complicaciones, por ejemplo neumonía. En ocasiones se la llama de forma incorrecta gripe del gato, esta denominación es inadecuada e induce a confusión, ya que casi nunca está provocada por el virus de la gripe.

## Epidemiología
Es una enfermedad muy frecuente que afecta principalmente a gatos de menos de seis meses de edad. Se presenta en todo el mundo y son más propensos a padecerla  los gatos callejeros que viven en colonias. 

## Etiología
Es una enfermedad infecciosa causada generalmente por virus, sobre todo el herpes virus felino tipo 1 y el calicivirus. Otros agentes que pueden provocarla son Chlamydophila felis, reovirus   felino,  Bordetella   bronchiseptica,  Streptococcus   zooepidermicus   y Mycoplasma felis.
- El herpes virus tipo 1 es el agente causal de la rinotraqueitis viral felina. Afecta al aparato respiratorio superior y las fosas nasales y se disemina a través del estornudo.
- El calicivirus es un virus ARN que se multiplica en el aparato respiratorio  y se transmite por contacto directo entre gatos o a través de secreciones de la nariz y la boca.

## Clínica
Aunque las síntomas generales son comunes, cada uno de los agentes microbianos que provocan la enfermedad tienen características específicas:
- Herpesvirus felino tipo 1 (FHV-1). Provoca inflamación de la nariz y tráquea (rinotraqueitis). El animal elimina el virus al estornudar por lo que el proceso es fácilmente transmisible a otro gato que se encuentre en las proximidades. La enfermedad dura generalmente entre 2 y 4 semanas, provoca síntomas por afectación del aparato respiratorio superior, entre ellos tos, estornudos y disfonia; puede ocasionar conjuntivitis y complicaciones oculares. En ocasiones causa la aparición de úlceras en la córnea que pueden provocar perdida parcial o total de visión en el ojo afectado. La gran mayoría de los gatos afectados tras pasar la enfermedad quedan como portadores sanos durante años, permaneciendo el virus en estado latente, reactivandose en determinadas circunstancias.[2][3] Este virus no afecta a humanos y es diferente del virus herpes humano (HHV).

- Calicivirus. Se transmite desde un gato enfermo a otro sano mediante contacto directo o a través de las secreciones nasales o bucales. El periodo de incubación es de 14 días. Provoca estornudos y mucosidad nasal, también inflamación de las encías (gingivitis) y formación de pequeñas úlceras en la mucosa de la boca (estomatitis ulcerativa); en ocasiones existen inflamación en el intestino (enteritis), fiebre e inflamación articular (artritis). El cuadro en general es autolimitado, pero puede producirse como secuela una estomatitis  ulceroproliferativa  crónica que le provoca al animal dolor al comer, disfagia, mal olor de boca (halitosis) y dificultad para alimentarse. En ocasiones se produce periodontitis que provoca la pérdida de piezas dentales.[2]

- Bordetella bronchiseptica. En el gato puede ocasionar infección en el tracto respiratorio superior y en ocasiones neumonía. Este microbio no es exclusivo de los felinos, puede afectar al perro y otros animales; excepcionalmente causa enfermedad en humanos, generalmente en pacientes que presentan déficit de inmunidad (inmunodeficiencia) o cáncer.[4]

- Mycoplasma felis. Este germen puede causar en los gatos tos, estornudos, descarga nasal, fiebre, bronquitis y neumonia. En ocasiones provoca insuficiencia respiratoria. Se trata con antibióticos específicos según recomendación del veterinario.  El pronóstico en general es bueno si no existen  otras enfermedades asociadas o déficit de inmunidad (inmunodeficiencia).[5]

- Streptococcus equi subsp. zooepidemicus . Es una bacteria oportunista que puede producir infecciones en diferentes animales, entre ellos gatos, perros, cerdos, caballos, conejos y ganado vacuno. En raras ocasiones causa enfermedad en humanos predispuestos por presentar tumores malignos del pulmón u otras patologías.[6]

- Chlamydophila felis (anteriormente denominada Chlamydia psittaci var felis) es una bacteria de distribución mundial que puede causar conjuntivitis e infección del tracto respiratorio superior en gatos.[7]